# Премијер лига 2007/08.
Сезона 2007/08. Премијер лиге била је шеснаеста сезона Премијер лиге. Манчестер јунајтед је освојио седамнаесту титулу првака Енглеске, другу узаступну. Манчестер јунајтед се за титулу борио са до последњег кола са Челсијем, који је који је завршио други. Наиме до последњег кола Манчестер и Челси су били поравнати по броју освојених бодова, с тим што је Манчестер имао много бољу гол-разлику, и требало је само да победе у последњем колу и освојили би титулу, што су и учинили.
Арсенал је завршио на трећем месту са освојена 83 бода. 4. место освојио је Ливерпул и тиме су стекли право да наступе у квалификацијама за Лигу Шампиона. Тим који је највише разочарао је Тотенхем Хотспур.
Борба за опстанак је била изузезо занимљива и неизвесна до последњег судијског звиждука. И на крају су из лиге испали Рединг, Бирмингем сити и Дарби каунти.

## Завршна табела лиге
Завршна табела Премиер Лиге за сезону 2007/2008
| Поз | Клуб               | Оди | Поб | Нер | Изг | ДГ | ПГ | +/- | Бод | Коментари                      |
| --- | ------------------ | --- | --- | --- | --- | -- | -- | --- | --- | ------------------------------ |
| 1   | Манчестер јунајтед | 38  | 27  | 6   | 5   | 80 | 22 | +58 | 87  | Лига Шампиона                  |
| 2   | Челси              | 38  | 25  | 10  | 3   | 65 | 26 | +39 | 85  | Лига Шампиона                  |
| 3   | Арсенал            | 38  | 24  | 11  | 3   | 74 | 31 | +43 | 83  | Квалификације за Лигу Шампиона |
| 4   | Ливерпул           | 38  | 21  | 13  | 4   | 67 | 28 | +39 | 76  | Квалификације за Лигу Шампиона |
| 5   | Евертон            | 38  | 19  | 8   | 11  | 55 | 33 | +22 | 65  | УЕФА Куп                       |
| 6   | Астон Вила         | 38  | 16  | 12  | 10  | 71 | 51 | +20 | 60  |                                |
| 7   | Блекберн роверс    | 38  | 15  | 13  | 10  | 50 | 48 | +2  | 58  |                                |
| 8   | Портсмут           | 38  | 16  | 9   | 13  | 48 | 40 | +8  | 57  | УЕФА Куп                       |
| 9   | Манчестер сити     | 38  | 15  | 10  | 13  | 45 | 53 | -8  | 55  | УЕФА Куп                       |
| 10  | Вест Хем јунајтед  | 38  | 13  | 10  | 15  | 42 | 50 | -8  | 49  |                                |
| 11  | Тотенхем Хотспур   | 38  | 11  | 13  | 14  | 66 | 61 | +5  | 46  | УЕФА Куп                       |
| 12  | Њукасл јунајтед    | 38  | 11  | 10  | 17  | 45 | 65 | -20 | 43  |                                |
| 13  | Мидлсбро           | 38  | 10  | 12  | 16  | 43 | 53 | -10 | 42  |                                |
| 14  | Виган атлетик      | 38  | 10  | 10  | 18  | 34 | 51 | -17 | 40  |                                |
| 15  | Сандерланд         | 38  | 11  | 6   | 21  | 36 | 59 | -23 | 39  |                                |
| 16  | Болтон вондерерс   | 38  | 9   | 10  | 19  | 36 | 54 | -18 | 37  |                                |
| 17  | Фулам              | 38  | 8   | 12  | 18  | 38 | 60 | -22 | 36  |                                |
| 18  | Рединг             | 38  | 10  | 6   | 22  | 41 | 66 | -25 | 36  | Испали из лиге                 |
| 19  | Бирмингем сити     | 38  | 8   | 11  | 19  | 46 | 62 | -16 | 35  | Испали из лиге                 |
| 20  | Дарби каунти       | 38  | 1   | 8   | 29  | 20 | 89 | -69 | 11  | Испали из лиге                 |

Оди = Одиграни мечеви; Поб = Побеђени мечеви; Нер = Нерешени мећеви; Пор = Изгибљени мечеви; ДГ = Дати голови; ПГ = Примљени голови; +/- = Гол-разлика; Бод = Бодови
| Победник Премијер лиге за сезону 2007/2008: |
| Манчестер јунајтед 17-а титула              |

## Статистика у сезони
| Укупно голова:           | 1002 |
| Просечно голова по мечу: | 2.63 |

### Најбољи стрелци
|     | Стрелац            | Голова | Клуб               |
| --- | ------------------ | ------ | ------------------ |
| 1.  | Кристијано Роналдо | 31     | Манчестер Јунајтед |
| 2.  | Емануел Адебајор   | 24     | Арсенал            |
| 2.  | Фернандо Торес     | 24     | Ливерпул           |
| 4.  | Роке Санта Круз    | 19     | Блекберн роверс    |
| 5   | Димитар Бербатов   | 15     | Тотенхем Хотспур   |
| 5   | Роби Кин           | 15     | Тотенхем Хотспур   |
| 5   | Бенџани Мварувари  | 15     | Манчестер Сити     |
| 5   | Јакубу Ајекбени    | 15     | Евертон            |
| 9.  | Карлос Тевез       | 14     | Манчестер Јунајтед |
| 10. | Џон Керју          | 13     | Астон Вила         |

## Месечне награде
| Месец          | Менаџер Месеца                      | Играч Месеца                            |
| -------------- | ----------------------------------- | --------------------------------------- |
| Август 2007    | Свен-Јеран Ериксон (Манчестер сити) | Мајка Ричардс (Манчестер сити)          |
| Септембар 2007 | Арсен Венгер (Арсенал)              | Сеск Фабрегас (Арсенал)                 |
| Октобар 2007   | Марк Хјуз (Блекберн роверс)         | Вејн Руни (Манчестер Јунајтед)          |
| Новембар 2007  | Мартин О’Нил (Астон Вила)           | Габријел Агбонлахор (Астон Вила)        |
| Децембар 2007  | Арсен Венгер (Арсенал)              | Роке Санта Круз (Блекберн роверс)       |
| Јануар 2008    | Алекс Фергусон (Манчестер Јунајтед) | Кристијано Роналдо (Манчестер Јунајтед) |
| Фебруар 2008   | Дејвид Мојз (Евертон)               | Фернандо Торес (Ливерпул)               |
| Март 2008      | Алекс Фергусон (Манчестер Јунајтед) | Кристијано Роналдо (Манчестер Јунајтед) |
| Април 2008     | Аврам Грант (Челси)                 | Ешли Јанг (Астон Вила)                  |

## Појединачне награде

### Најбољи фудбалер године
Фудбалер године за сезону 2007-08 је Кристијано Роналдо, другу годину заредом.
Листа номинованих за ову награду, поређаних по азбучном реду, је:
- Емануел Адебајор (Арсенал)
- Кристијано Роналдо (Манчестер јунајтед)
- Фернандо Торес (Ливерпул)
- Сеск Фабрегас (Арсенал)
- Дејвид Џејмс (Портсмут)
- Стивен Џерард (Ливерпул)

### Најбољи млади фудбалер године
Најбољи млади фудбалер године  за сезону 2007-08 је Сеск Фабрегас из Арсенала
Листа номинованих за ову награду, поређаних по азбучном реду, је:
- Габријел Агбонлахор (Астон Вила)
- Ешли Јанг (Астон Вила)
- Мајка Ричардс (Манчестер Сити)
- Кристијано Роналдо (Манчестер јунајтед)
- Фернандо Торес (Ливерпул)
- Сеск Фабрегас (Арсенал)

### Тим Године
Голман: Дејвид Џејмс (Портсмут)

Одбрана: Бакари Сања (Арсенал), Гаел Клиши (Арсенал), Рио Фердинанд (Манчестер Јунајтед), Немања Видић (Манчестер Јунајтед)

Средина: Стивен Џерард (Ливерпул), Кристијано Роналдо (Манчестер Јунајтед), Сеск Фабрегас (Арсенал), Ешли Јанг (Астон Вила)

Напад: Емануел Адебајор (Арсенал), Фернандо Торес (Ливерпул)